# Skole (huyện)
Huyện Skole (tiếng Ukraina: Сколівський район, chuyển tự: Skoles'kyi raion) là một huyện của tỉnh Lviv thuộc Ukraina. Huyện Skole có diện tích 1471 km², dân số theo điều tra dân số ngày 5 tháng 12 năm 2001 là 50210 người với mật độ 34 người/km2. Trung tâm huyện nằm ở Skole.